# Історія Лондона
Історія Лондона — найбільшого міста і столиці Великої Британії — налічує, принаймні, 1970 років. Згідно з легендою, Лондон був заснований Брутом Троянським і названий лат. Troia Nova (з латини Нова Троя). Проте ця легенда аж ніяк не підтверджується археологічними розкопками, і вважається, що Лондон заснували римляни в 43 році.
Спочатку це було невелике поселення площею близько 0,8 км². До 100 року Лондон став столицею Британії і в II столітті досяг свого розквіту. Після відходу римлян Лондон був покинутий та занепав. У VI столітті навколо стали селитися сакси і до кінця IX століття старий центр Лондона почав відновлюватися. У наступні століття, Лондон був центром території, яка трансформувалася у Велику Британію.
Лондон сильно виріс за XIX століття. Під час Другої світової війни місто зазнало серйозних руйнувань, після війни багато історичних районів були замінені новими. На початок ХХІ сторіччя Лондон є одним з економічних і юридичних центрів світу, на його території знаходяться штаб-квартири провідних міжнародних фірм.

## Етимологія
Етимологія назви Лондон не визначена. Існує безліч різних теорій про походження назви: більшість з них неправдоподібні і безпідставні, а деякі схожі на правдоподібні. Але достатніх доказів не має жодна з версій.
За часів Давнього Риму місто називалося Лондініум. Ця назва вважається доримською (і, можливо, до кельтською), але немає підтверджених теорій про його значення. Римляни дуже часто переймали назви міст і територій, прийняті у корінних народів. Загальноприйнята теорія говорить, що назва походить від кельтського топоніма Лондініон від слова lond, що означає 'дикий'.
Англосакси заснували неподалік від покинутого римлянами міста своє поселення Люнденвік. Перша частина слова була взята від старої назви, а суфікс вік у давньоанглійській мові означало 'торгове місто', так що Люнденвік означало «лондонське торгове місто».
У 886 році Альфред зайняв територію Лондона і знову перетворив його в населене місце. Для оборони королівства він почав споруджувати укріплені поселення, які в англосаксонській мові називалися «burh». Лондон став одним із таких поселень під ім'ям Люденбург (Ludenburh). Пізніше ця назва трансформувалась шляхом відсікання другого кореня в сучасне нам найменування міста. Після нормандського завоювання місто деякий час називалося у франкомовних джерелах Lundres, в латинських — Lundonia.
Серед неофіційних назв міста: The Big Smoke і The Great Wen. Колись англійці називали Лондон The Big Smoke (або The Great Smog). Цю назву можна буквально перекласти як «Великий дим». Пов'язано це визначення, зрозуміло, зі знаменитим лондонським смогом XIX—XX століть. Інша неофіційна назва міста — The Great Wen. Wen — це старе англійське слово, яке перекладається буквально як «фурункул», що в цьому контексті означає «перенаселене місто». Що стосується прізвиськ районів, то Сіті часто також називають «квадратною милею», оскільки район по площі трохи перевищує квадратну милю. Ці два тропа також використовуються для узагальненого позначення фінансового сектора британської економіки, оскільки більшість фінансових компаній і банків протягом декількох століть за традицією концентрувалися в Сіті.

## Рання історія

### Легенда про заснування
Відповідно до легенди з «Історії королів Британії» Гальфрида Монмутського, Лондон був заснований Брутом Троянським після його перемоги над гігантами Гогом і Магогом і був названий лат. Caer Troia, лат. Troia Nova (з латини Нова Троя), яка, на думку псевдо-етимології, була перейменована в Триновантум. Тринованти були плем'ям, яке населяло територію до приходу римлян.
Проте, незважаючи на інтенсивні розкопки, археологи не виявили жодних ознак потужного доісторичного племені на цій території. Там було знайдено доісторичні знахідки, свідоцтва про сільське господарство, поховання і сліди житла, але нічого істотнішого. На початок ХХІ сторіччя вважається малоймовірним, що існувало доримське місто, але римські поселення досліджені не до кінця, і точні дані поки не отримано.
За часів первісного суспільства, найімовірніше Лондон був сільською місцевістю з розкиданими будинками. Багаті знахідки, як щит з Баттерсі, знайдений в Темзі поруч з Челсі, доводить значущість території; можливо, важливу роль відігравали населені пункти в Егхемі і Брентфорді, також існувало укріплення в Уппалі, але не було поселення поруч з Лондинієм.

### Лондиній

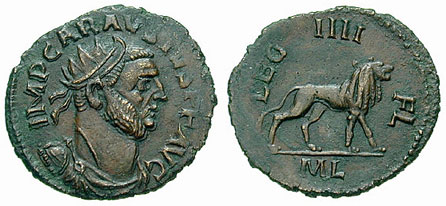
Монета з Лондініума.

Лондиній (лат. Londinium, Лондиніум) був заснований в 43 році нашої ери, під час вторгнення до Британії римлян під орудою імператора Клавдія. Ранній Лондиній займав дуже маленьку площу, яку можна порівняти з розміром Гайд-парку. У XIX столітті археологами було встановлено, що довжина міста зі сходу на захід становила приблизно 1,6 км, а з півночі на південь — приблизно 0,8 км. Існує теорія, що вже за часів вторгнення на цій території існувало велике поселення, але під час археологічних розкопок нічого, що б підтвердило цю версію, не було виявлено. Втім, на більшій частині історичного центру розкопки не проводилися, і існування поселення до вторгнення повністю заперечувати не можна.
Приблизно в 60 році місто зазнало атаку бритської королеви Боудіки (Боадицеї) і значна частина Лондинія була спалена. Римляни відповіли на це захопленням приблизно 80 000 бриттів.. Незабаром після цього відбулася битва між бриттами і римлянами. За усталеною думкою, битва відбулася на місці сучасного вокзалу Кінгс-Крос, а Боудіка, зазнавши поразки, наклала на себе руки, прийнявши отруту. Римляни відновили місто за декілька років, за чітким міським планом. Незабаром Лондиній став одним з найважливіших населених пунктів Римської Британії. У II столітті він досяг розквіту — до 100 року Лондиній став столицею Британії, змінивши Колчестер, населення становило близько 60 000 чоловік. У місті перебували найважливіші адміністративні будівлі, наприклад базиліка, терми, амфітеатр і великий форт з міським гарнізоном. Однак через політичну та економічну нестабільність з III століття по Р. Х. спостерігається спад у розвитку.
Приблизно у 200 році Британія була розділена на дві частини — Верхню і Нижню. Лондиній став столицею Верхньої Британії. Між 190 і 225 роками римляни побудували оборонну Лондонську Стіну навколо міста в сторону берега. Довжина стіни складала близько 3 кілометрів, висота 6 метрів, і товщина 2,5 метра..
Наприкінці III століття Лондиній кілька разів піддавався набігам саксонських піратів. Через це близько 250 року було побудовано декілька додаткових стін уздовж річки. Стіна простояла 1600 років і визначила сучасний периметр Лондона. 6 із 7 традиційних воріт Лондона побудовані римлянами, а саме: Ludgate, Newgate, Aldersgate, Cripplegate, Bishopsgate і Aldgate. Наприкінці IV століття Британія була розділена заново, і Лондініум став столицею провінції Максима Цезаренсіс. У V століття римляни залишили Лондиній, і місто стало поступово заселятися бритами. Після цього місто було практично залишене.

## Лондон у Середні віки

### Англосаксонський Лондон
До недавнього часу вважалося, що англосаксонські поселення не будувалися поруч із Лондинієм. Проте, відкрите у 2008 році англо-саксонське кладовище в Ковент-Гардені показало, що прибульці почали селитися там з початку VI століття Основна частина поселення знаходиться за межами міських стін. Він був знаний як Люнденвік, суфікс -вік тут означає торгове поселення. Нещодавні розкопки також показали щільність населення і відносно складну міську організацію раннього англосаксонського Лондона.
У ранньому англосаксонському Лондоні жили люди, знані як середні саксонці. Проте, на початку VII століття територія Лондонського району ввійшла до складу королівства Ессекс. 604 року король Саберт хрестився, і в Лондон прибув Мелліт, перший єпископ після римлян. Тоді в Ессексі правив Етельберт Кентський, і під його заступництвом Мелліт заснував Собор Святого Павла. Вважається, що собор був оснований на місці старого римського храму Діани (хоча Крістофер Рен не виявили жодних доказів цього). Це була тільки скромна церква, і, можливо, її зруйнували після вигнання Мелліта сини Саберта, колишні язичники.. Утвердження християнства на сході саксонського королівства сталося в правління Сігеберта II в 650-х роках. Протягом VIII століття королівський будинок Мерсії розширив своє панування над південно-східною Англією. Панування Мерсії над Лондоном встановилося в 730-х роках.

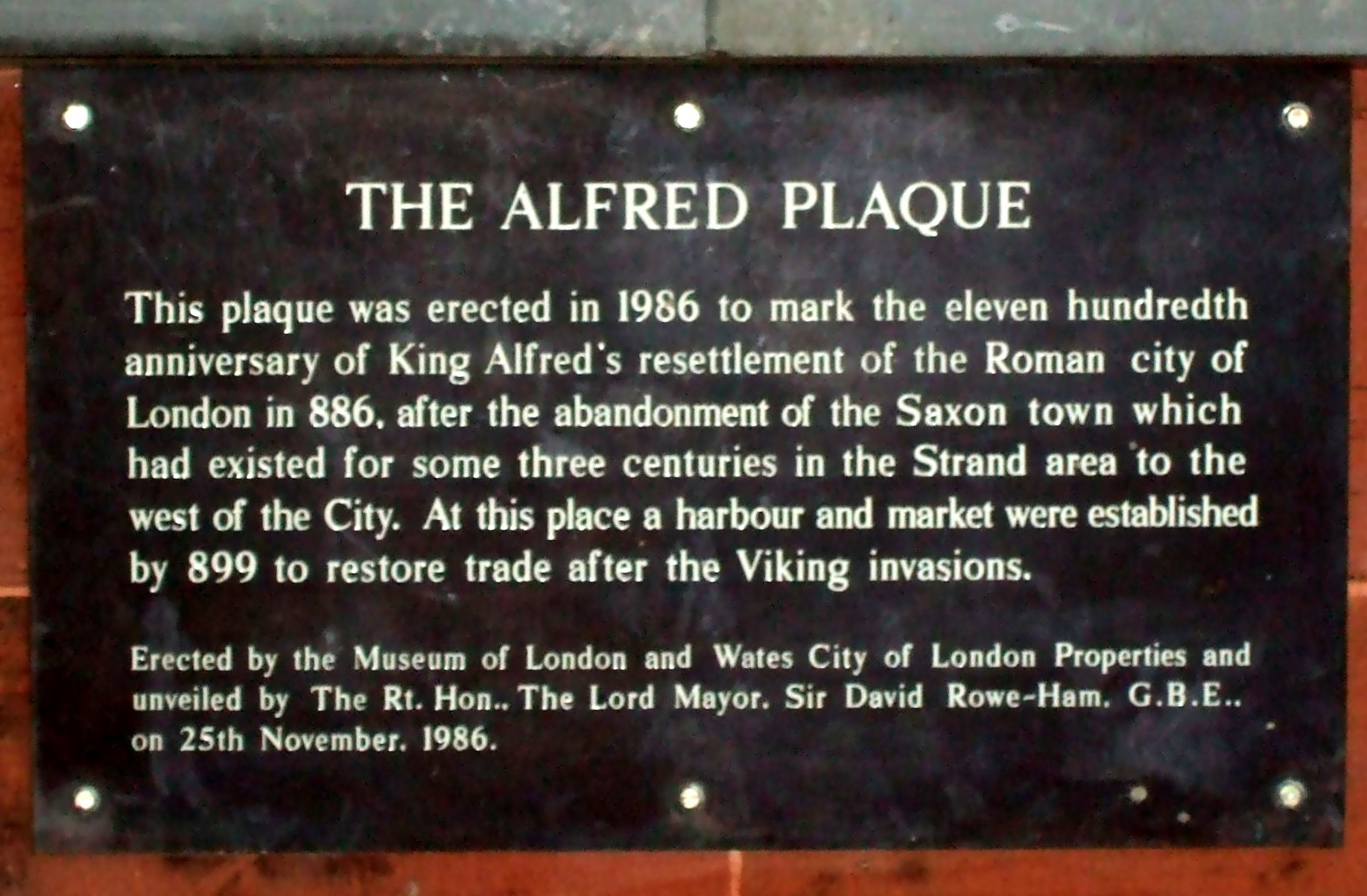
Табличка в Лондонському Сіті на честь відновлення римського міста-фортеці.

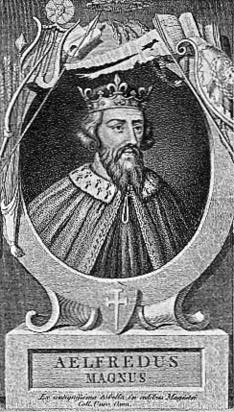
Альфред Великий

Вікінги ставали все сильнішим народом у IX столітті. Лондон був атакований в 842 році й знову в 851 році. Данська «Велика язичницька армія» безчинствувала по всій Англії з 865 і зимувала в Лондоні в 871 році
Місто залишалося в руках у данців до 886 року, коли було захоплено військом короля Альфреда Великого з Вессексу і приєднаний до Мерсії. Після цього під заступництвом Альфреда Великого там правил його васал ельдормен Етельред II. Приблизно в цей час центр міста для захисту перемістився за старі римські мури і місто стало знане як «Ланденбург». Римські мури були відремонтовані і до того ж вириті рови, ймовірно, в цей же час був перебудований міст. Друге укріплене Боро було засновано на південному березі в Саутворсі.
Лондон розпочав розвивати своє власне самоврядування. Після смерті Етельреда в 911 році він став частиною Вессекса. Хоч він і зіткнувся з конкуренцією політично переважаючого його центру західних саксів Вінчестера, розміри і багатство Лондона принесли йому неухильно зростаюче значення центру політичного зосередження. Король Етельстан провів безліч зборів вітенагемоту в Лондоні і видав звідти свої закони, в той час як король Етельред Нерозумний видав закони Лондона в 978 році.
Під час правління Ельтереда відновились напади вікінгів на Лондон. 994 року Лондон був безуспішно атакований армією на чолі з королем Данії Свеном Вилобородим. 1013 року данська атака закінчилася поразкою англійців. Лондон відбив данські атаки, проте інша частина країни підкорилася Свену, але до кінця року Лондон капітулював, і Етельред втік за кордон. Свен правив всього п'ять тижнів, після чого помер, Ельтеред знову став королем. Але син Свена Кнуд повернувся з армією в 1015 році. Після смерті Етельреда в 1016 році його син Едмунд II Залізобокий був проголошений королем і поїхав збирати війська у Вессекс. Лондон зазнав облоги Кнуда, але був звільнений армією короля Едмунда. Коли Едмунд повернувся в Ессекс, Кнуд знову напав, але безуспішно. Проте, Кнуд переміг Едмунда в Битві при Ашдоуні і завоював всю Англію на північ від Темзи, включаючи Лондон. Після смерті Едмунда Кнуд отримав контроль над усією країною.

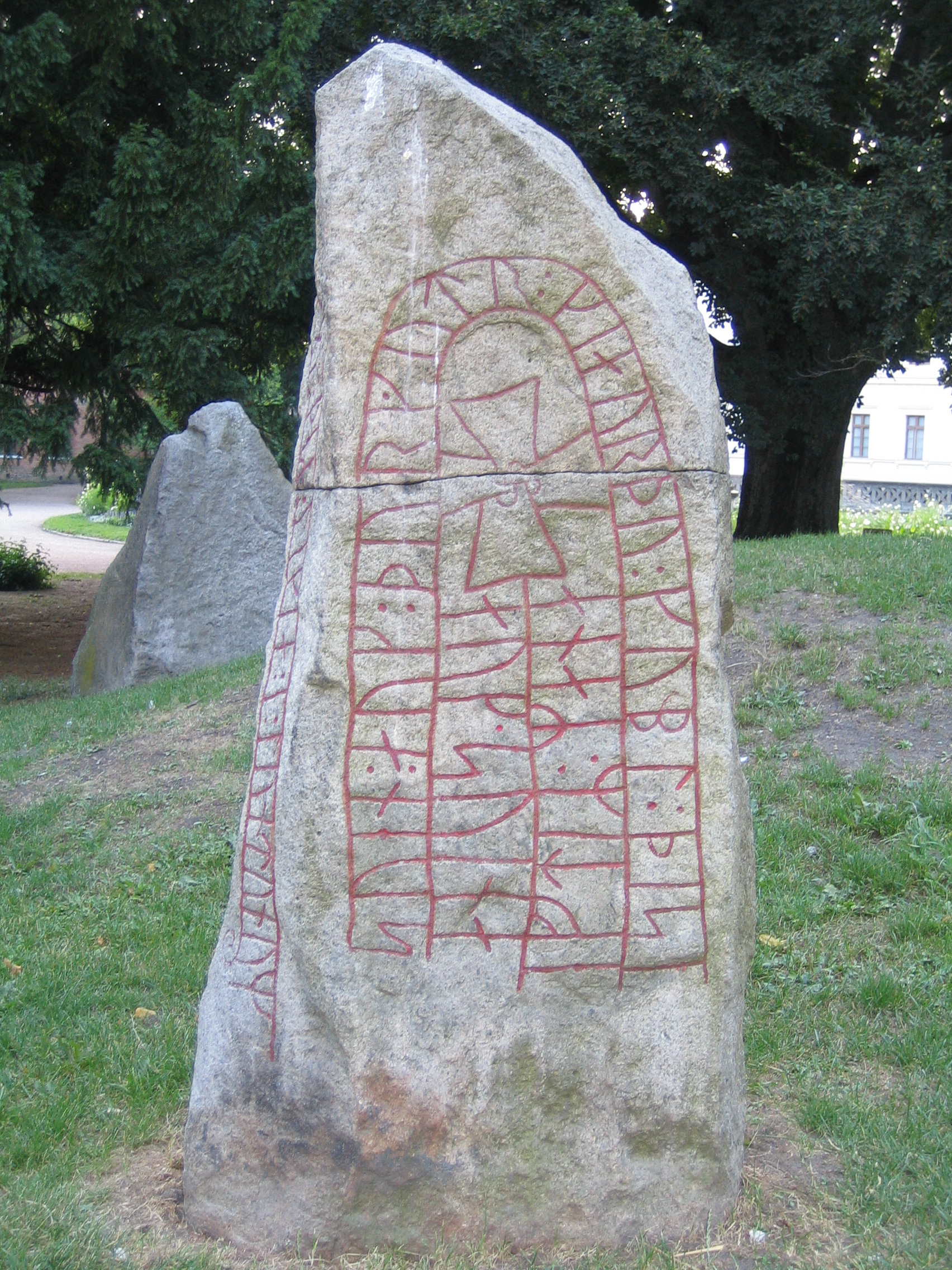
Рунний камінь був встановлений на пам'ять двом вікінгам, померлим у Лондоні

Норвезькі саги розповідають про битву, що відбулася, коли король Етельред повернувся атакувати данські війська що окупували Лондон. Згідно сазі, данці вишикувалися на Лондонському мосту і обсипали нападників списами. Не злякавшись, атакуючі зняли з ближніх будинків дахи і, перебуваючи на кораблях, ховалися ними. Захищені, вони змогли підібратися до мосту настільки близько, щоб прикріпити до мосту мотузки, скинути вікінгів, і звільнити Лондон від окупації.
Після припинення династії Кнуда в 1042 році англосаксонське правління було відновлено Едуардом Сповідником. Він заснував Вестмінстерське абатство і провів більшу частину часу в Вестмінстері, який з цього часу став центром уряду. Смерть Едуарда призвела до суперечки за спадкоємність і завоювання Англії норманами. Граф Гарольд Годвінсон був обраний народним зборами і коронований у Вестмінстерському абатстві, проте незабаром був переможений і убитий нормандським герцогом Вільгельмом в битві при Гастінгсі. Уцілілі члени «вітана» зустрілися в Лондоні і обрали новим королем молодого Едгара Етелінга. Нормани рушили південним берегом Темзи і встали навпроти Лондона. Вони перемогли англійське військо і спалили Саутворк, але не змогли взяти штурмом міст. Вони просунулися вгору за течією і перейшли річку, щоб напасти на Лондон з північного заходу. Рішучість англійців занепала, і представники міста разом з аристократами і священиками вийшли назустріч Вільгельму, щоб проводити його в Беркхамстед.За деякими даними, сталося декілька сутичок, коли нормани дійшли до міста. Вільгельм був коронований у Вестмінстерському абатстві.

### Лондон у високе та пізнє середньовіччя

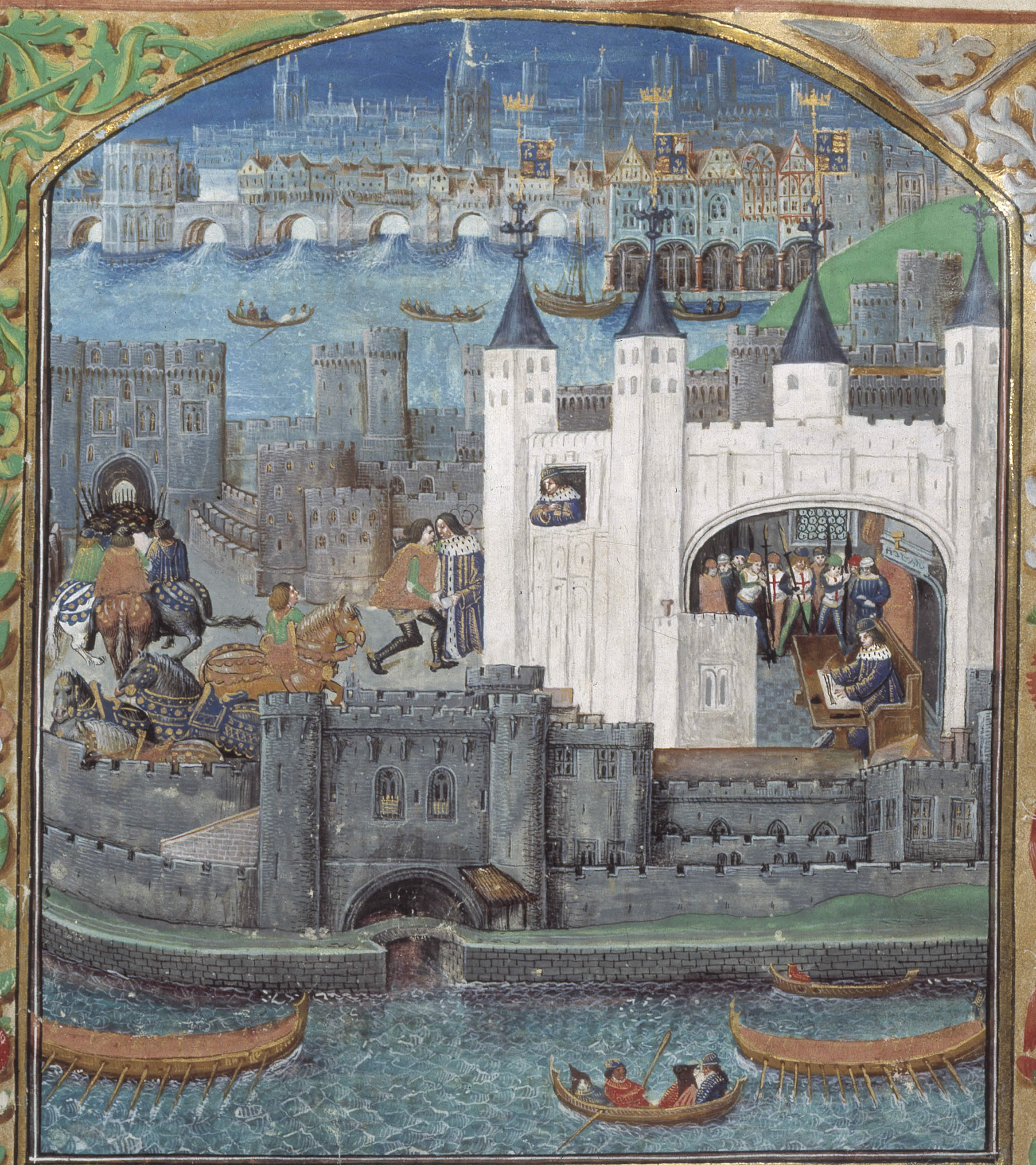
Тауер. Мініатюра з «Поем Карла Орлеанського». XV століття

При норманському режимі в містах будувалися нові фортеці для підкорення місцевого населення..Найважливішою з них був Тауер в східній частині міста, де на місці ранніх дерев'яних укріплень з'явився перший кам'яний замок в Англії. Король Вільгельм в 1067 році видав хартію, яка стверджує права, пільги і закони міста.
У 1097 році Вільгельм II, син Вільгельма Завойовника почав будівництво «Вестмінстер-холу», який став центром Вестмінстерського палацу.
У 1176 році почалося спорудження одного з найвідоміших втілень Лондонського мосту (завершено в 1209), який був побудований на місці ранніших дерев'яних мостів.
Цей міст простояв 600 років, і залишався єдиним мостом через Темзу до 1739 року.
У 1216 році під час першої баронської війни Лондон взяв в облогу принц Франції Людовік, якого викликали барони, що повстали проти короля Іоанна. Людовик був проголошений королем Англії в старому соборі Святого Павла. Але, після смерті Іоанна в 1217 року прибічники Людовика перейшли на сторону Плантагенетів, які згуртувалися навколо сина Іоанна Генріха III, і Людовик був змушений піти з Англії.
Протягом наступних століть в Англії активно насаджувалася нормандська політика. Нормандське завоювання впровадило в Англії феодальну культуру лицарства на основі її французьких зразків. Давньоанглійський мову було витіснено зі сфери управління, а мовою адміністрації і спілкування панівних соціальних верств став нормандський діалект французької мови. Близько трьохсот років англо-нормандський діалект панував в країні і справив великий вплив на формування сучасної англійської мови.
І Лондон намагався позбутися важкого французького культурного і мовного впливу..

Лондон в 1300

Під час селянського повстання в 1381 році Лондон захопили повстанці на чолі з Уотом Тайлером. Селяни захопили лондонський Тауер і стратили лорд-канцлера, архієпископа Симона Садбері і лорда-скарбника. Селяни розграбували місто і підпалили безліч будівель. Тайлера вбили під час переговорів і повстання стихло.
У 1100 році населення Лондона становило дещо більше ніж 15000. 1300 року воно зросло до 80 000. Лондон втратив щонайменше половину свого населення під час 2-ї пандемії чуми Чорної смерті в середині XIV століття, але його економічне і політичне значення стимулювало швидке відновлення, незважаючи на подальші епідемії.
У середньовічному Лондоні було багато вузьких і звивистих вуличок, більшість будівель побудовано з горючих матеріалів, таких як деревина і солома, що робило їх пожежонебезпечними. Санітарія в місті була погана.

## Нова історія

### Лондон при Тюдорах (1485—1603)
| Панорама Лондона в 1543 році | Панорама Лондона в 1543 році | Панорама Лондона в 1543 році |
| ---------------------------- | ---------------------------- | ---------------------------- |
| Section 1                    | Section 2                    | Section 3                    |

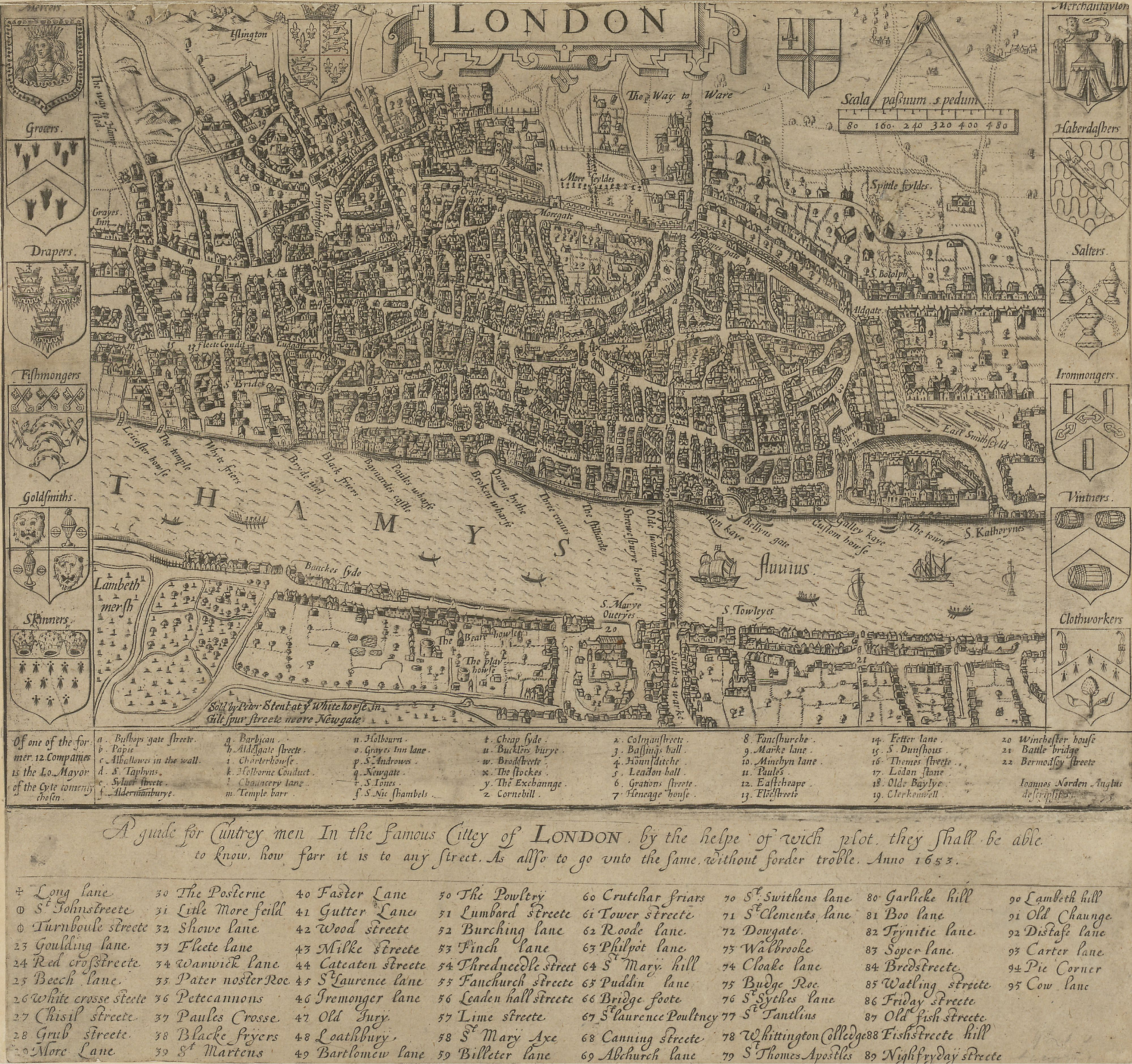
З карти Джона Нордена. Лондон в 1593 році. Існує тільки один міст через Темзу, райони на південному березі річки заселені.

Під час Реформації Лондон був центром раннього протестантизму в Англії. Його тісні торговельні зв'язки з протестантським центром у північній континентальній Європі, великі іноземні громади, велике число грамотних жителів і роль центру торгівлі англійського королівства, все це сприяло поширенню нових ідей релігійних реформ. До Реформації більше половини площі Лондона було власністю монастирів та інших церковних будинків. Таким чином, проведений Генріхом VIII розпуск монастирів вплинув на місто, тому що майже все це майно перейшло в інші руки.. Цей процес розпочався в середині 1530-х років, і до 1538 року більшість великих чернечих будинків були скасовані.
У наступний період Лондон швидко набирає торговий вплив в Європі. Торгівля розширилася за межі Західної Європи в Росію, Північну і Південну Америку. Це був період меркантилізму і монополії торгових компаній, таких як Московська компанія (1555) і Британська Ост-Індійська компанія (1600) створеними в Лондоні. В кінцевому підсумку англійці прийшли до влади в Індії. Іммігранти прибували в Лондон не лише з усієї Англії та Уельсу, але з-за кордону, наприклад, гугеноти з Франції. Населення виросло з приблизно 50 000 в 1530 році до 225 000 в 1605. Розширення використання каботажного судноплавства збільшувало багатство і населення Лондона.
У 1563 році в Лондоні спалахнула епідемія чуми, під час якої померло до 20 тисяч містян. У 1592—1593 роках місто охопила епідемія чуми, яка унесла життя десь близько 19 тисяч людей.
Перша загальнодоступна театральна будівля в Лондоні з'явилася в 1576 році за межами міста в Шордіч. Театр, який отримав назву «Театр», був побудований Джеймсом Бербеджом на кшталт готельного двору, де давали свої вистави трупи бродячих акторів. 1598 року власник землі, на якій розташовувався «Театр», підвищив орендну плату. Будівля була розібрана, будівельний матеріал використовували для спорудження нового театру, який отримав назву «Глобус», на іншому березі Темзи.
До 1592 року в Лондоні було вже три театри. Всі вони розташовувалися за межами міста: міська рада, в якій були сильні позиції фанатично настроєних пуритан, вважала театри розсадниками чуми, крім того вони були місцем збору великої кількості публіки, не завжди благонадійно настроєної. Але сама королева любила театр і міській владі доводилося з цим миритися. Вистави давалися в загальнодоступних театрах під тим приводом, що акторам треба репетирувати п'єси перед викликом до королівського двору. Виступи при дворі були престижні, але основний дохід приносили саме загальнодоступні театри.
Театр був популярною розвагою не тільки аристократів, а й нижчих верств суспільства. Успіх драми як видовища пояснюється формою, запозиченої у народних вистав, зверненням до почуття патріотизму публіки, злободенністю: події, що хвилювали глядачів не раз ставали сюжетом вистави.
У школах і університетах п'єси писалися і розігрувалися учнями і викладачами. Перші п'єси єлизаветинського театру були створені любителями — вихованцями шкіл баррістерів (Судових інн) в Лондоні. Драма стала способом заробляння грошей для людей з університетською освітою, які з тих чи інших причин не могли зробити світську або церковну кар'єру. Так першими англійськими драматургами стали памфлетисти Грін, Неш, Пів, Кід, які писали народні драми. На відміну від них Джон Лілі створював витончені витончені комедії, які ставилися переважно при дворі. Для розваги глядачів він першим з єлизаветинських драматургів почав вставляти в п'єси, написані римованим віршем, невеликі прозаічні інтермедії, які були дотепними діалогами. Завдяки роману Лілі «Евфуес» в моду увійшла химерна мова, на якій говорила придворна аристократія. Цією же складною мовою написані драми єлизаветинського театру.
Великим драматургом цього часу був Вільям Шекспір.

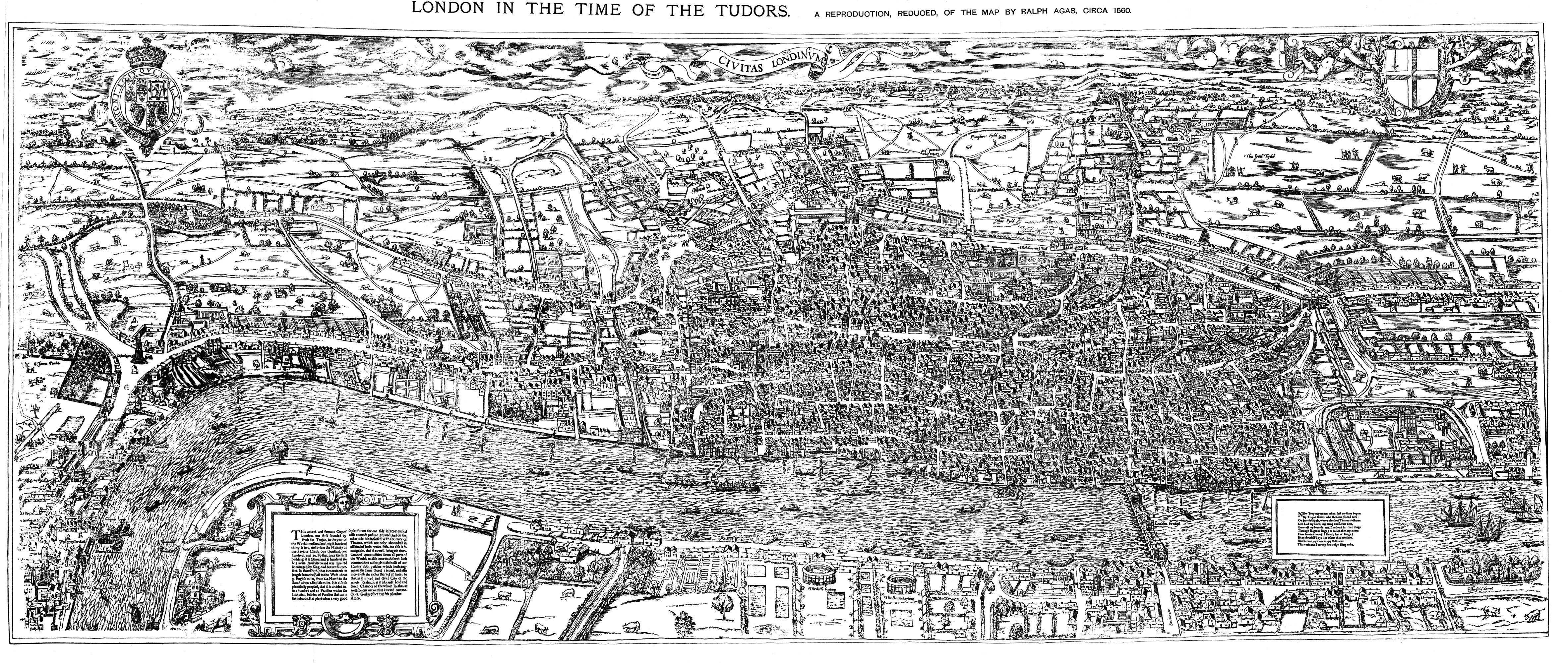
Мапа Лондона (1570—1605?)

### Лондон при Стюартах (1603—1714)
Розширення Лондона за межі міста було остаточно встановлено в XVII столітті. Вважалося, що сільське життя не сприяє здоров'ю, але деякі аристократи проживали в заміських резиденціях в Вестмінстері. Відразу на півночі від Лондона знаходився Мурфілдс, тільки нещодавно розпочав освоюватися і відвідуватися переважно мандрівниками, які перетинали його, щоб потрапити в Лондон. Поруч з ним знаходилися Фінсбурські поля, улюблене місце для тренувань у стрільбі з лука.
Підготовка до коронації Якова I була перервана важкою епідемією чуми, коли, можливо, загинуло понад 30 000 осіб Монастир Чатерхаус, який декілька разів перекупався придворними, врешті-решт купив Томас Саттон за £ 13000. Нова лікарня, каплиця і школа були закладені в 1611 році. Школа в Чартерхаусі була однією з головних публічних шкіл в Лондоні, поки в Вікторіанську епоху не переїхала до Суррей. На початок XXI сторіччя будівля використовується Лондонською школою медицини і стоматології.
Звичайним місцем зустрічей лондонців були сходи Старого собору Святого Павла. Торговці вели справи між колон, адвокати призначали клієнтам зустріч близько конкретної колони, безробітні шукали роботу. Двір собору Св. Павла був центром книжкової торгівлі, а Фліт-стріт центром громадських розваг. Зросла популярність театрів в суспільстві. При королівському дворі процвітало розвага для аристократії — театр масок.
Карл I зійшов на трон в 1625 році. Під час його правління, аристократи стали переселятися у Вест-Енд. Крім тих людей, які займали посади при дворі, чимраз більша кількість землевласників частину року проводила в Лондоні. Це давало їм можливість життя у великому суспільстві. Близько 1629 року в Лондоні побудували Лінкольнс-Інн-Філдс. Площа в Ковент-Гардені була спроєктована архітектором Ініго Джонсом близько 1632 року, незабаром після цього були побудовані сусідні вулиці, названі на честь членів королівської родини.

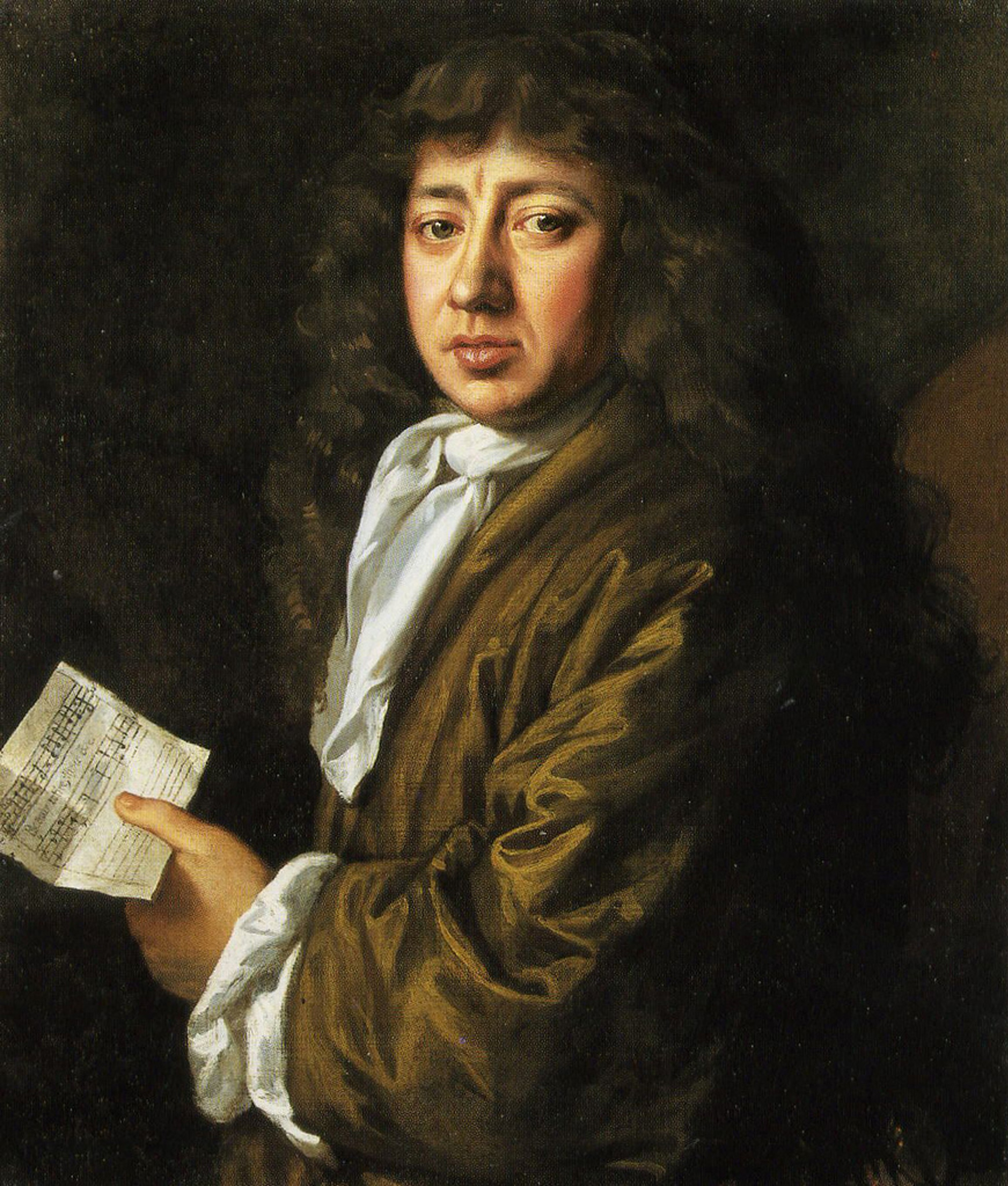
Семюель Пепіс, лондонський мешканець часів Стюартів

У січні 1642 король наказав заарештувати п'ять членів парламенту, але в Лондоні їм надали сховок. У серпні того ж року король поїхав у Ноттінгем. У громадянській війні Лондон став на бік парламенту. Спочатку король брав гору у військовому плані, а в листопаді він переміг в битві при Брентфорді, трохи на захід від Лондона. Місто створило тимчасову армію і Карл відступив. Згодом для захисту Лондона від нападів роялістів була побудована розгалужена система укріплень, яка становила потужний земляний вал, укріплений бастіонами і редутами. Він виходив далеко за межі міських стін і охоплював все місто, в тому числі Вестмінстер і Саутворк. Фінансові ресурси міста зробили важливий внесок в перемогу парламенту.
Антисанітарний і переповнений Лондон страждав від численних спалахів чуми протягом століть, але в Англії останній великий спалах пам'ятають як «Велику Лондонську чуму». Це сталося в 1665 і 1666 роках, коли загинуло близько 60 000 осіб, що становило одну п'яту частину населення. Семюел Піпс, який залишив цінні свідоцтва про повсякденне життя лондонців періоду Реставрації, описав епідемію в своєму щоденнику.
Відразу за великої чумою прийшла інша катастрофа. У неділю, 2 вересня 1666 року Велика лондонська пожежа спалахнула о 1:00 по опівночі в пекарні на Пудинг-лейн в південній частині міста. Східний вітер посилив поширення вогню, зупинити його вчасно не змогли. У вівторок вночі пориви вітру зменшилися, а в середу вогонь ослаб. У четвер він був погашений, але ввечері того ж дня полум'я знову розгорілося. На згадку про трагедію було встановлено монумент..
Вогонь знищив близько 60 % території міста, в тому числі старий собор Святого Павла, 87 парафіяльних церков і королівську біржу. Але кількість загиблих було на диво мало, за припущеннями не більш ніж 16. Через кілька днів після пожежі, королю було представлено три плани з відновлення міста. Авторами були Крістофер Рен, Джон Івлін і Роберт Гук. Рен запропонував побудувати дві основні магістралі з півночі на південь, і зі сходу на захід. Всі церкви повинні були знаходитися на видному місці. Він хотів побудувати причал на березі річки. План Івліна відрізнявся від плану Рена головним чином відсутністю набережної або тераси уздовж річки. Ці плани не були реалізовані, і будівельники переважно слідували старим планам, так що планування сучасного Лондона дуже схоже на старе.
Проте, нове місто відрізняється від старого. Багато аристократичних мешканців не повернулися, воліючи побудувати нові будинки у Вест-Енді, модному новому районі поруч з королівською резиденцією. У сільській місцевості, такій як Пікаділлі, було збудовано багато особняків
Таким чином, дистанція між середнім класом і аристократичним світом зменшувалася. У самому місті відбувався перехід від дерев'яних будівель до будівель з каменю і цегли для зменшення ризику виникнення пожежі. Парламент висловив думку: «цегляні будівлі не тільки красивіші і міцніші, але і безпечніші щодо майбутніх пожеж». Відтоді тільки двері, віконні рами і вітрини було дозволено робити тільки з дерева.
План Крістофера Рена не прийняли, але архітектор був призначений керівником відновлення зруйнованих парафіяльних церков і собору Святого Павла. Собор в стилі бароко став головним символом Лондона, принаймні на півтора століття. Тим часом, Роберт Гук займався реконструкцією будинків міста в районах, розташованих безпосередньо на схід від міських стін (наприклад Іст-Енду), які стали інтенсивно заселятися після Великої пожежі. Лондонські доки стали рости вниз за течією, залучаючи багатьох робочих людей, які працювали в доках. Ці люди жили в таких районах як Уайтчепел, як правило, в умовах нетрів.
У цей час був заснований Банк Англії, і британська Ост-Індійська компанія розширила свій вплив. Lloyd's of London також почав роботу в XVII столітті
Багато товарів доставлялися з Америки і Азії, наприклад шовк, цукор, чай та тютюн. Лондон був дуже великим центром торгівлі.
Вільгельм III Оранський хворів на астму, тому він залишив димне місто і переїхав в Кенсінгтонський палац. Кенсінгтон тоді був невеликим селом, але через переїзд короля незабаром отримав значення. Палац рідко відвідували наступні монархами, але його будівництво стало черговим етапом розширення меж Лондона. Під час правління королеви Анни було видано указ про будівництво 50 нових церков, щоб обслуговувати значне збільшення населення, яке проживає за межами Лондона.

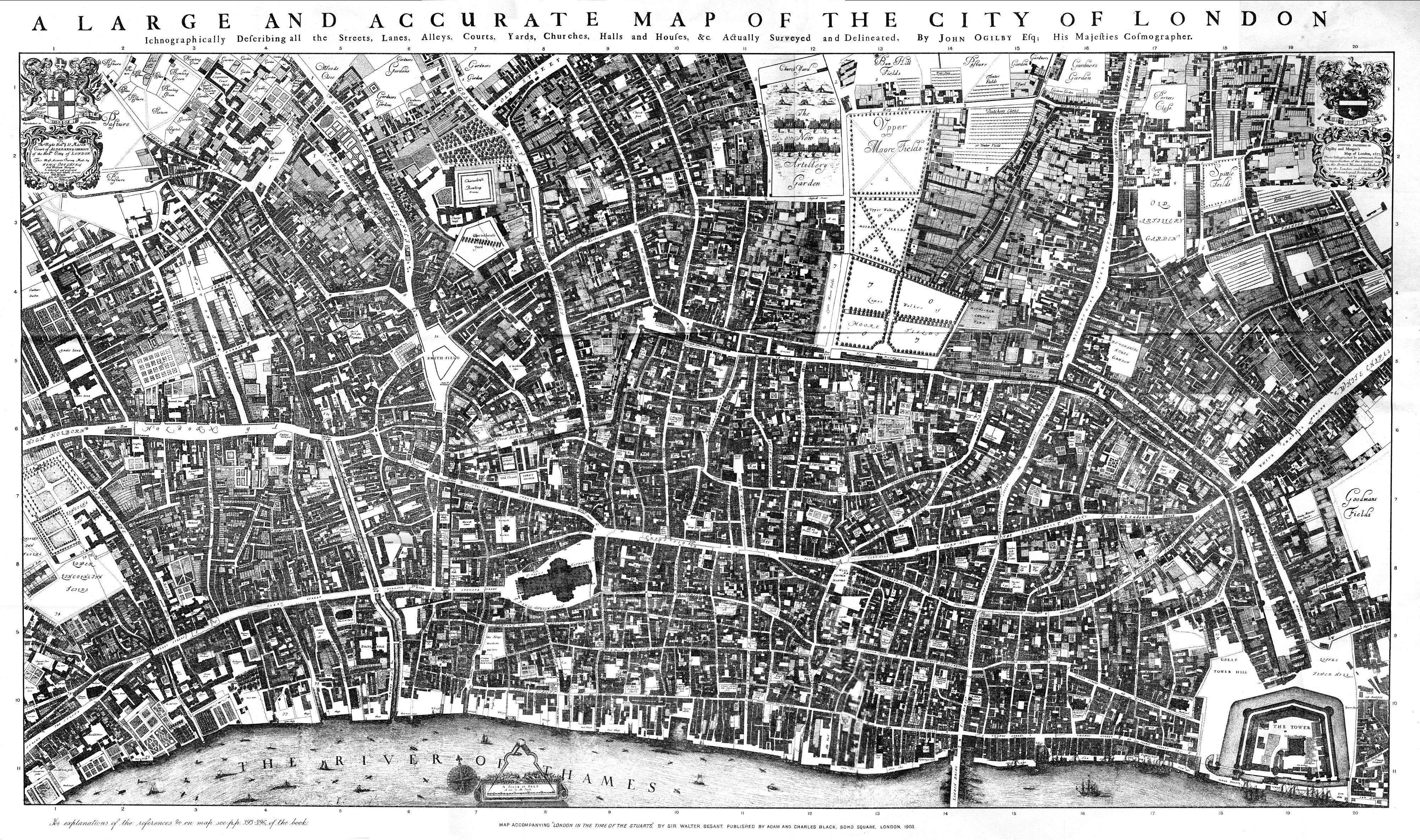
Мапа Лондона Огілбі & Моргана (1673)

### XVIII століття

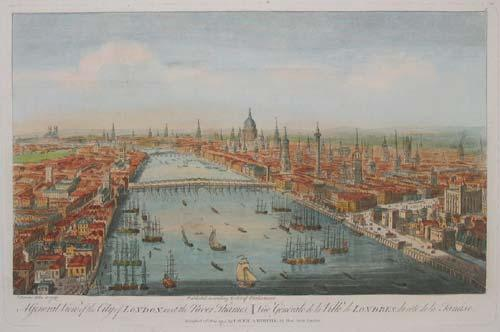
Вид на Лондон із заходу в 1751 році

XVIII століття було періодом швидкого розвитку Лондона, збільшення чисельності населення країни, початку промислової революції.
У 1707 році було прийнято Акт про Унію, який об'єднав Шотландію та Англію в єдине королівство Велика Британія. Роком пізніше, в 1708 році шедевр Крістофера Рена, Собор Святого Павла був завершений в день його народження. Проте, перша служба була проведена вже 2 грудня 1697 роки; більше, ніж за 10 років до закінчення будівництва. Цей собор замінив оригінальний собор Святого Павла, який був повністю зруйнований під час великої лондонської пожежі. Ця будівля вважається одним із найкращих у Великій Британії та є прекрасним прикладом архітектури епохи бароко.

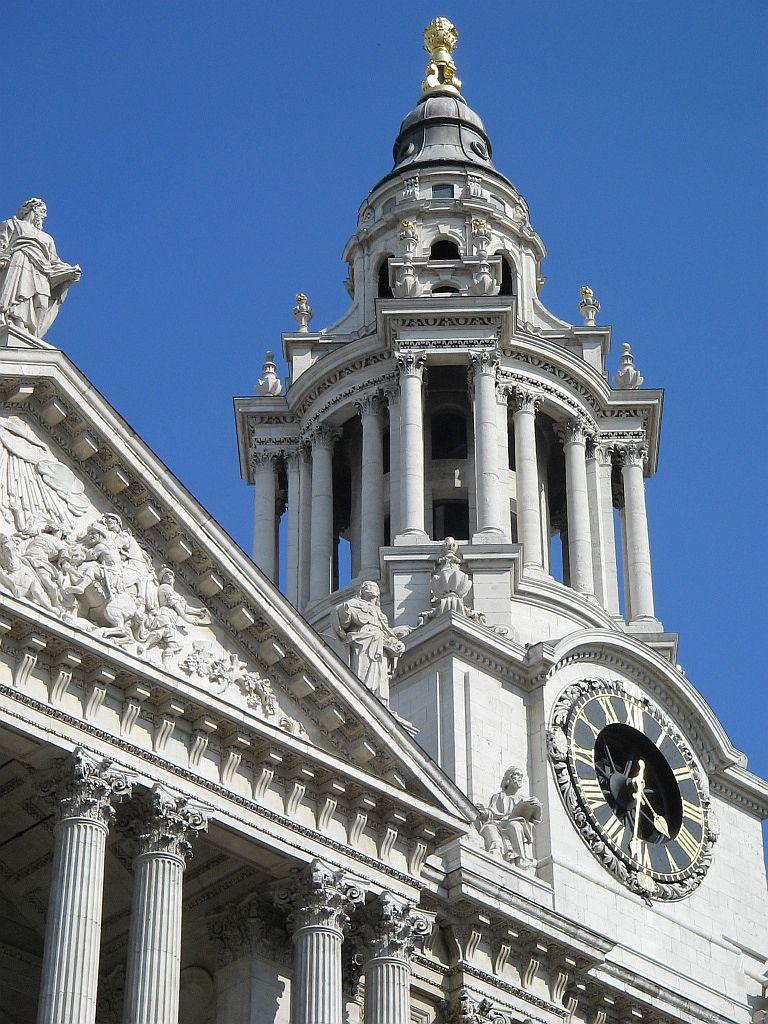
Каплиця собору Святого Павла

Багато торговців з різних країн приїжджали до Лондона для купівлі та продажу товарів. За рахунок припливу іммігрантів населення міста виросло на порядок. Чимраз більше людей переїжджало в Лондон у пошуках роботи. Перемога Англії в Семирічній війні збільшила міжнародний авторитет країни і відкрила нові великі ринки для англійських торговців, що привело до підвищення добробуту населення.
У георгіанську епоху Лондон ріс прискореними темпами. Для багатьох жителів Вест-Енду було зведено нові райони, наприклад, Мейфер, нові мости через Темзу сприяли прискоренню розвитку південних і східних районів.
У 1762 році Георг III придбав Букінгемський палац (тоді знаний як «будинок») у герцога Букінгемського. Протягом наступних 75 років велася перебудова палацу, який став офіційною лондонською резиденцією британських монархів.

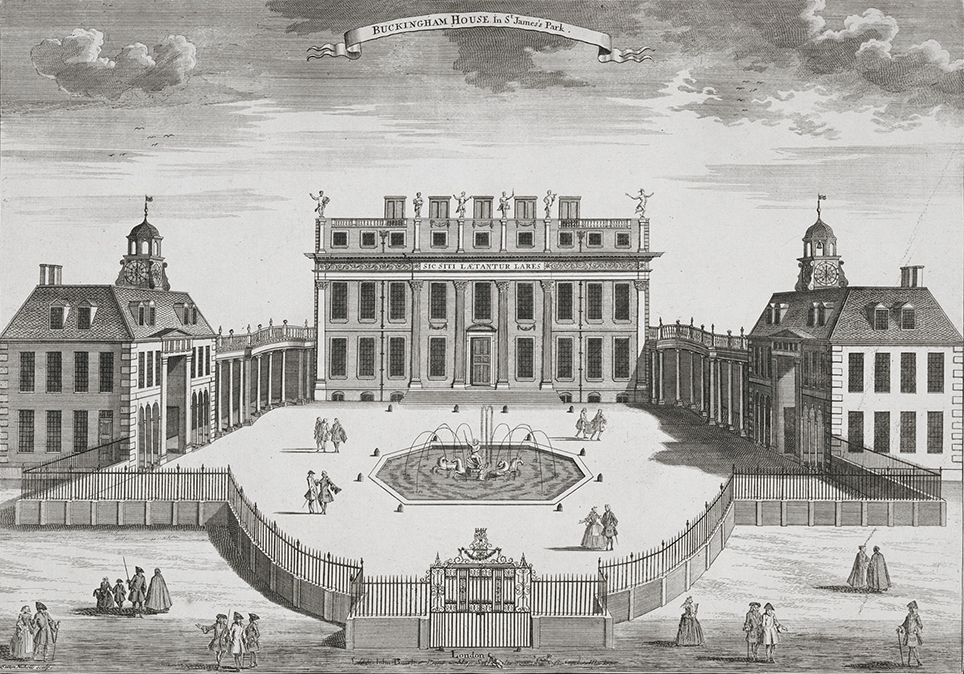
Вид Букінгемського палацу в XVII столітті

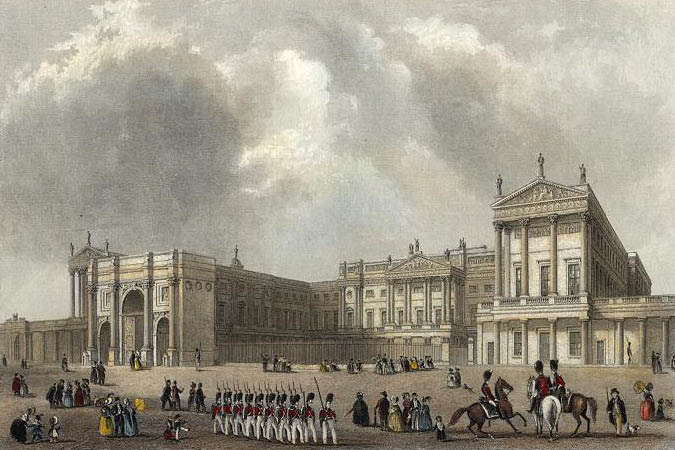
Букінгемський палац через століття, перебудований Джоном Нешем.

У XVIII столітті в Лондоні стали популярні кав'ярні як місце для зустрічей, обміну новинами й обговорення різних ідей. Зростаюча грамотність і широке використання друкарської машини збільшили поширення інформації серед народу. Фліт-стріт була центром газет, що народжуються протягом століть.
У XVIII столітті в Лондоні активізувалася боротьба зі злочинністю, в 1750 році була створена професійна поліція. Покарання були суворими, страта покладалася навіть за незначні злочини. Одним з найпопулярніших в народі видовищ було публічне повішення.

### XIX століття

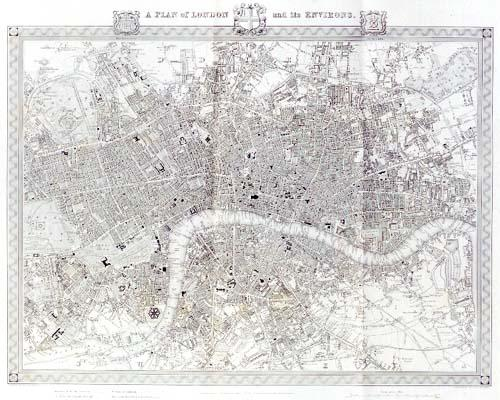
Карта Лондона викарбована J. & C. Walker в 1845 році

У XIX столітті Лондон перетворився на одне з найбільших міст світу і столицю Британської імперії. Чисельність населення зросла з 1 мільйона в 1800 році до 6,7 мільйона в кінці століття. У цей період Лондон став світовою політичною, фінансовою і торговельною столицею
. З цієї точки зору, він був найсильнішим містом до середини століття, поки Париж і Нью-Йорк не розпочали загрожувати його могутності.
У той час як місто росло, а Велика Британія багатіла, Лондон XIX століття був містом бідності, де мільйони людей жили в переповнених і антисанітарних нетрях. Життя бідноти Чарльз Діккенс описав у романі «Пригоди Олівера Твіста».
У XIX столітті в Лондоні з'явився залізничний транспорт. Мережа столичної залізниці дозволила розвиватися передмістю. Хоча зовні це стимулювало розвиток міста, його зростання приводило до розриву класів, тому що багаті емігрували в передмістя, залишаючи жити бідноту в міських кварталах.
16 жовтня 1834 року в Лондоні сталася ще один пожежа. Згоріла частина Вестмінстерського палацу, але він був відбудований заново за неоготичним проєктом Ч. Беррі і Про. У. Н. Пьюджина. Від середньовічного палацу уціліли Вестмінстерський зал прийомів (1097) і вежа коштовностей (побудована для зберігання казни Едуарда III).
Першою залізницею, відкритою в 1836 році, була лінія від лондонського моста до Гринвічу. Незабаром почали відкриватися лінії, що зв'язують Лондон з усіма куточками Британії. Було побудовано такі вокзали як Істонська залізнична станція (1837), Паддінгтон (1838), Ватерлоо (1848), Кінгс-Крос (1850) і Сент-Панкрас (1863).
У 1840—1843 роках на раніше існуючій Трафальгарській площі була встановлена колона Нельсона
Процес урбанізації торкнувся такі райони, як Ізлінгтон, Паддінгтон, Белгравія, Холборн, Фінсбурі, Саутуарк і Ламбет. У середині століття, застаріла система управління і проблеми міста стали дуже великими. 1855 року було створено особливу раду для вирішення цих проблем.
Однією з перших проблем до вирішення була лондонська санітарія. У той час стічні води скидалися прямо в Темзу. Це призвело до великого смороду в 1858 році.
Парламент дав згоду на спорудження величезної каналізаційної системи. Інженером нової системи був Джозеф Базелджет. Це був один з найбільших проєктів будівельної інженерії в XIX столітті. Під Лондоном було прокладено понад 2100 кілометрів труб і тунелів, призначених для відводу стічних вод і постачання населення питною водою. Коли будівництво було завершено, число смертей в Лондоні швидко скоротилося, і епідемії холери та інших захворювань припинилися Система Бальзагетте діє і в наші дні.
Одна з найвідоміших подій в Лондоні XIX століття — всесвітня виставка (1851). Проходила в спеціально побудованому кришталевому палаці виставка привернула відвідувачів з усього світу. Виставка була настільки успішна, що після неї було побудовано ще дві лондонських пам'ятки — Альберт-хол і Музей Вікторії та Альберта.

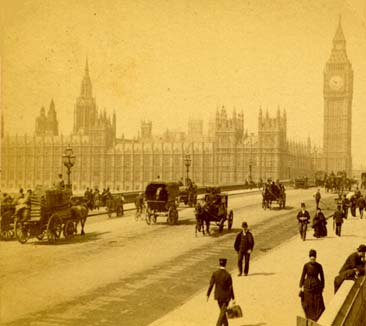
Вид на будівлю парламенту на початку 1890-х років

Столиця величезної імперії, Лондон привертав іммігрантів з колоній і бідних частин Європи. Велика частина ірландських поселенців переїхала в Лондон під час вікторіанського періоду. Безліч з них переселилося під час голоду в Ірландії (1845—1849).
Ірландські емігранти становили близько 20 % від усього населення Лондона. У місті утворилися єврейські комуни і маленькі громади китайців та вихідців з Південної Азії.
У 1858 році з'явився один із найзнаменитіших символів Лондона — Біг-Бен. Вежа зведена за проєктом англійського архітектора Огастеса Пьюджина, баштовий годинник введено в дію 31 травня 1859 року. Офіційним найменуванням до вересня 2012 року було «Годинникова вежа Вестмінстерського палацу» (іноді іменована як «Вежа Св. Стефана»)
Висота вежі 96,3 метра (зі шпилем); нижня частина годинникового механізму розташовується на висоті 55 м від землі. При діаметрі циферблата 7 метрів і стрілках завдовжки 2,7 і 4,2 метра, годинник довгий час вважалися найбільшими в світі.
У другій половині XIX століття через збільшення інтенсивності кінного і пішохідного руху в районі порту в Іст-Енд постало питання про будівництво нової переправи на схід від «Лондонського мосту». 1876 року було створений комітет для прийняття рішення по проблемі. Був організований конкурс, на який було надано понад 50 проєктів. Лише в 1884 році було оголошено переможця та ухвалено рішення про будівництво моста за проєктом члена журі Г. Джонса. Після його смерті в 1887 році будівництво очолив Джон Вольф-Беррі. Будівельні роботи розпочалися 21 червня 1886 року і тривали протягом 8 років. 30 червня 1894 року Тауерський міст було урочисто відкрито Принцом Уельським Едуардом і його дружиною принцесою Олександрою.
У 1888 році були встановлені межі Лондонського графства, керованою радою лондонського графства. 1900 року графство було розділене на 28 лондонських боро.

## XX сторіччя

#### Від 1900 до другої світової війни

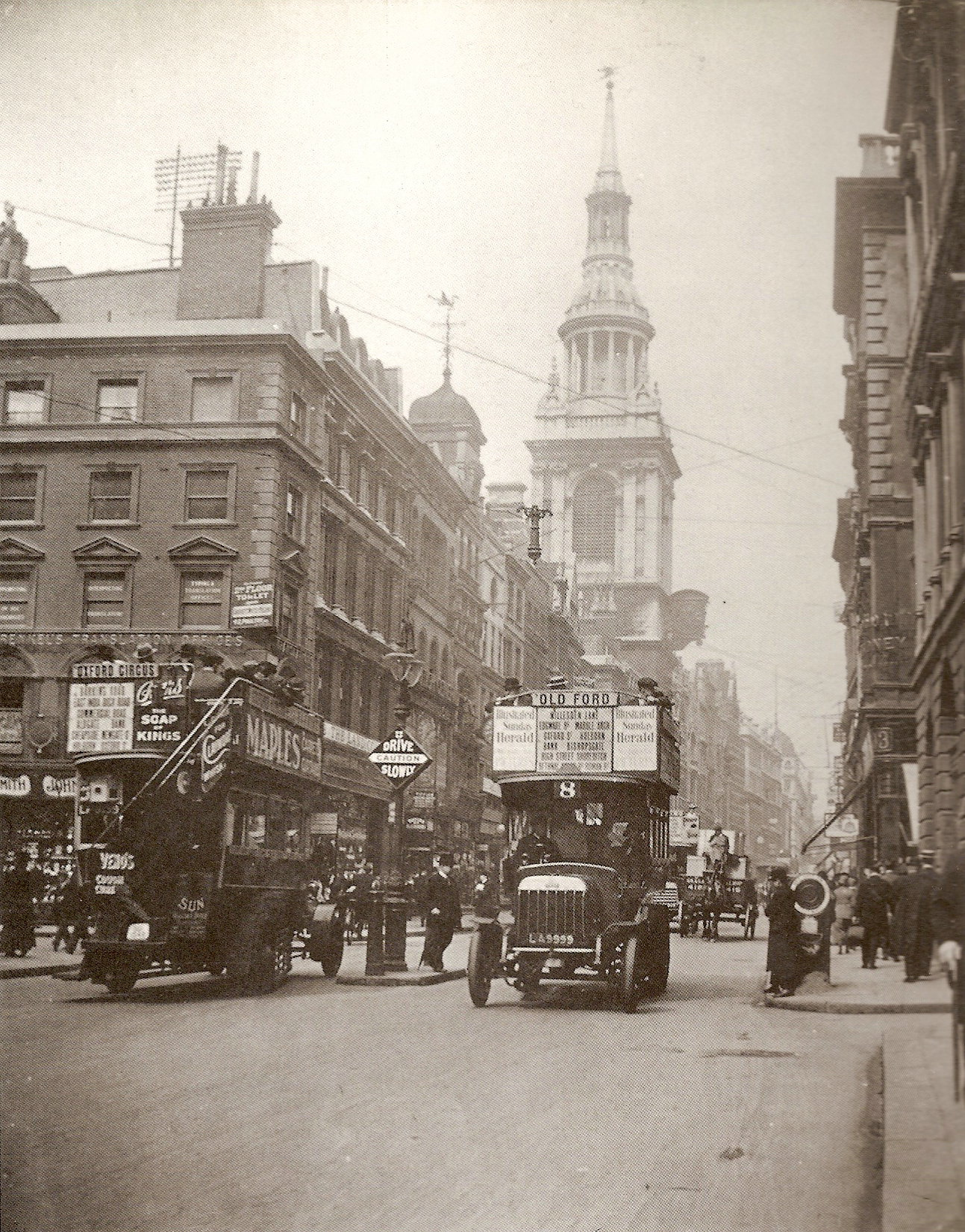
Чипсайд в 1909 році, на задньому плані видно церкву Сент-Мері-ле-Боу.

Лондон вступив у XX століття на вершині свого розвитку, як столиця величезної імперії, але йому треба було вирішити безліч проблем.
У перші десятиліття століття лондонське населення продовжує зростати швидкими темпами і громадський транспорт теж розвивався. У Лондоні було побудовано велику трамвайну мережу. Перші автобуси почали роботу в 1900 роках. Поліпшувалися залізниці і лінії метро..
Під час першої світової війни Лондон пережив перше бомбардування німецькою дирижаблем. Тоді загинуло близько 700 осіб. Лондон зазнав ще багато жахів під час обох світових воєн. Під час першої світової війни стався потужний вибух: на військовому заводі вибухнуло 50 тонн тринітротолуолу. 73 людини загинуло, 400 отримали поранення.
В Інтербеллум географічні розміри Лондона росли швидше, ніж будь-коли. Перевага віддається передмістям, як правило, таунхаусам. Лондонці віддають перевагу більш «сільській» місцевості замість блокованої забудови. Цьому сприяло не тільки розвиток залізничних мереж, включаючи трамваї і метро, але і повільне зростання числа власників автомобілів. Передмістя Лондона вийшли за межі Лондонського графства в сусідні райони Ессекс, Хартфордшир, Кент, Мідлсекс і Суррей.
Як і вся країна, Лондон страждав від безробіття під час великої депресії 1930 років. В Іст-Енді процвітали партії крайніх правих і лівих. Комуністична партія Великої Британії (1920) отримала місця в парламенті і британський союз фашистів  мав собі прихильників. Зіткнення між правими і лівими завершилися після Битви на Кейбл-стріт в 1936 році.
Чисельність населення міста досягла свого піку за всю його історію в 1939 році, коли склала 8.6 мільйонів. Велике число єврейських емігрантів, які рятувалися від переслідувань Третього Райху, переїхало в Лондон в 1930-х роках.

#### Друга світова війна

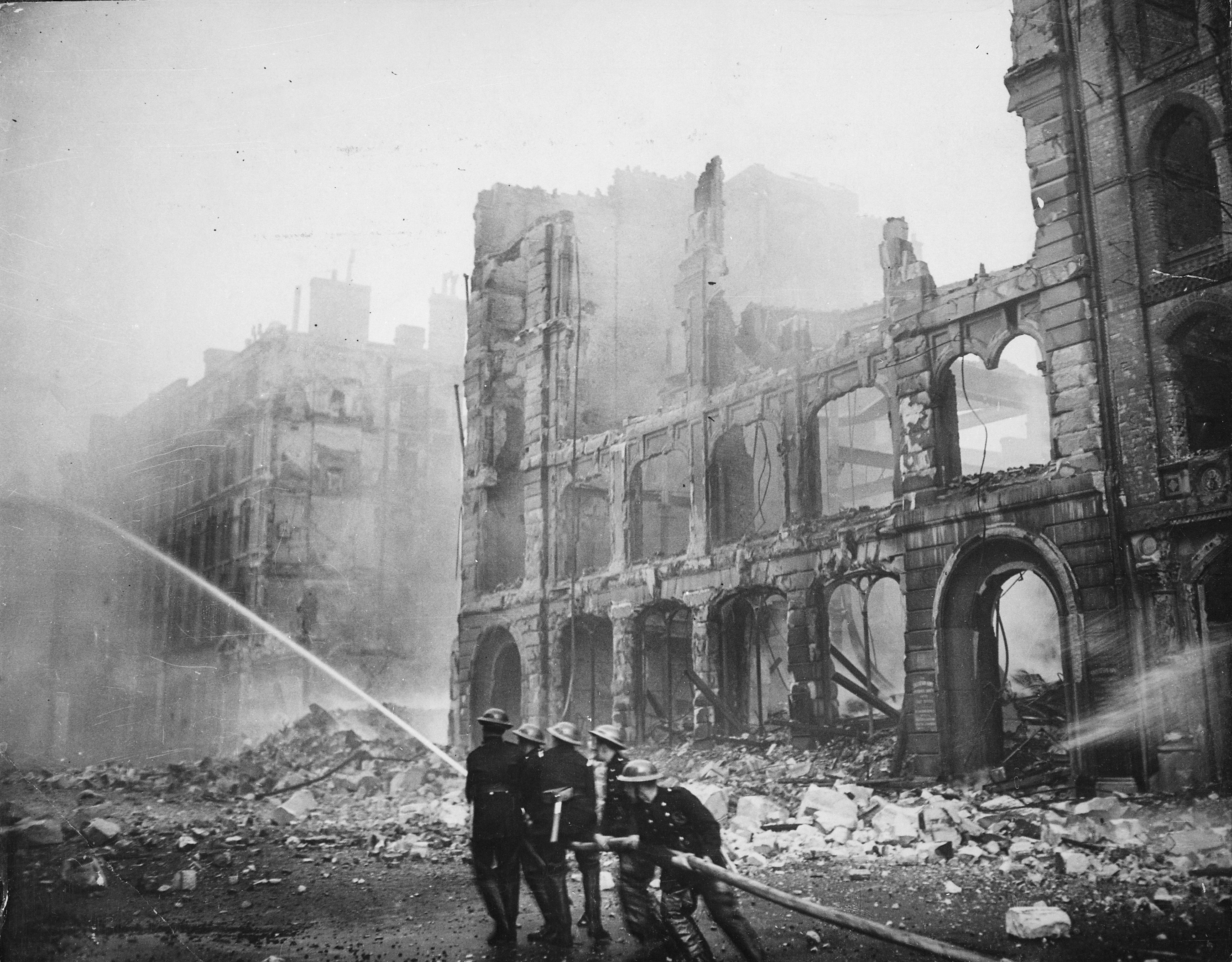
Гасіння пожежі під час бомбардування Лондона

Під час другої світової війни Лондона, як і багатьом іншим британським містам, було завдано значної шкоди Люфтваффе, що бомбардував його. Перед початком бомбардування, сотні тисяч дітей були евакуйовані в сільську місцевість. Люди ховалися від бомб в метро.
Найважчий період бомбардувань — Лондонський бліц. За період з 7 вересня 1940 року до 10 травня 1941 року Люфтваффе здійснили 71 наліт на Лондон і скинули понад 18 000 тонн вибухівки..
Один з нальотів в грудні 1940 року, викликав, як її називають, Другу велику лондонську пожежу, яка знищила багато історичних будівель. Проте Собор Святого Павла залишився неушкодженим; фотографія собору, оповитого димом, стала своєрідним символом війни.
Не зумівши перемогти Англію, Адольф Гітлер більше приділяв увагу на східний фронт і регулярні бомбардування припинилися. Вони почалися знову, але в меншому масштабі з «маленького бліцу» на початку 1944 року. До кінця війни, в 1944—1945 роки Лондон знову потрапив під сильні атаки безпілотних Фау-1 та Фау-2, запуски яких відбувались з окупованої нацистами Європи. Ці атаки припинилися, тільки коли пускові майданчики були захоплені союзниками Великої Британії.
Лондон зазнав величезних збитків, особливо постраждали області в районі порту. До кінця війни, дещо менш 30 000 лондонців загинуло під час бомбардувань, понад 50 000 було серйозно поранено Десятки тисяч будинків були зруйновані, тисячі людей залишилося без даху над головою.

#### 1945—2000

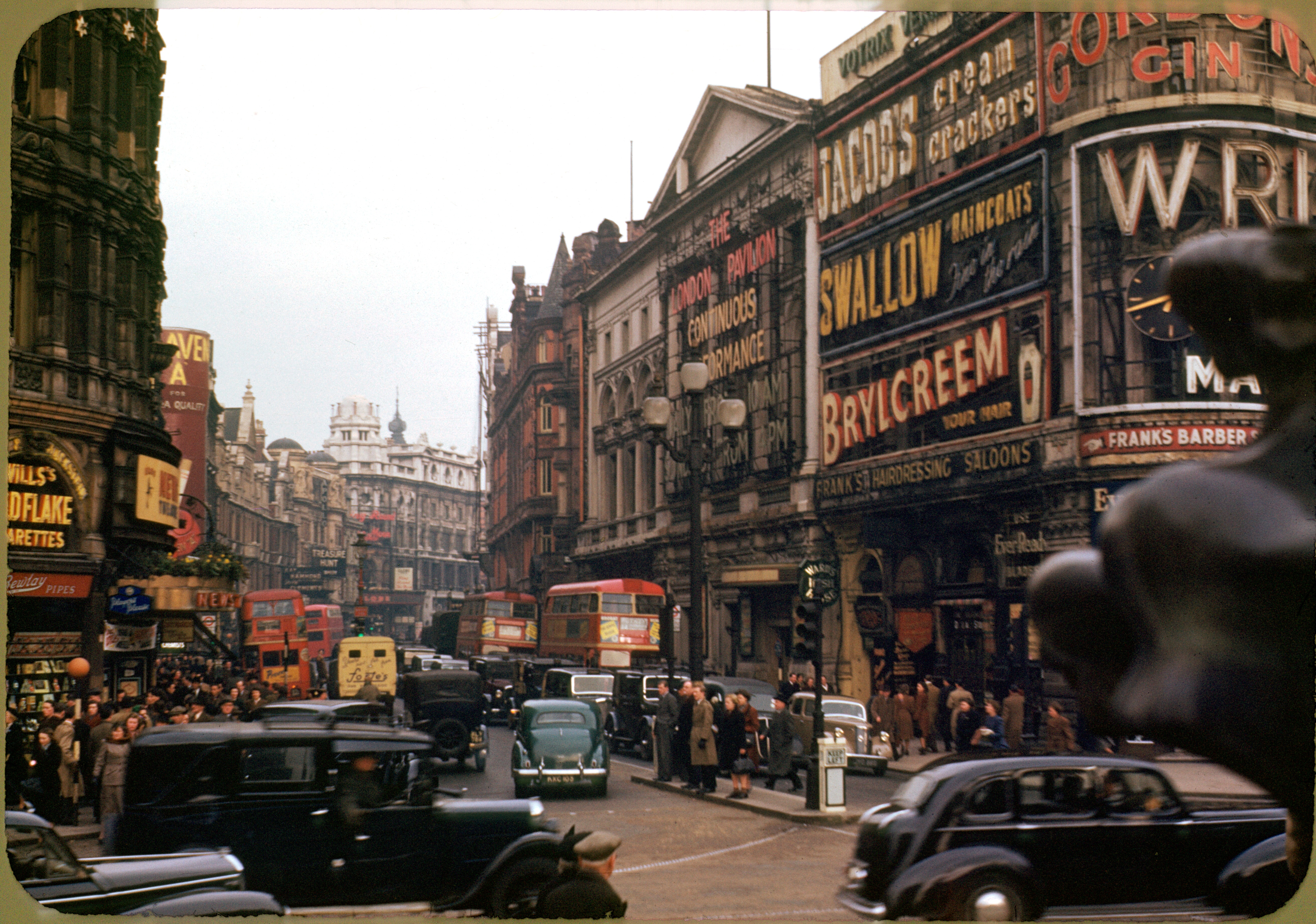
Шафтсбері-авеню. У 1949

Через три роки після війни на стадіоні Уемблі пройшли Літні Олімпійські ігри 1948, перші олімпійські ігри після війни. Лондон відновлювався після воєнних років.
У перші повоєнні роки житло було серйозною проблемою в Лондоні, у зв'язку з великою кількістю будинків, зруйнованих під час війни. Відповіддю влади на нестачу житла стало будівництво багатоквартирних будинків. У 1950-х і 1960-х роках панорама Лондона різко змінилася через їх побудову. Згодом ці будинки стали дуже непопулярними.
У XIX — першій половині XX століття лондонці використовували викопне вугілля для опалення будинків, через що вироблялося багато диму. У поєднанні з кліматичними умовами через це часто виникає характерний смог, і Лондон часто називали «London Fog» або «Pea Soupers». 1952 року це завершилося катастрофічним великим смогом 1952 року, який тривав 4 дні і вбив 4000 осіб.

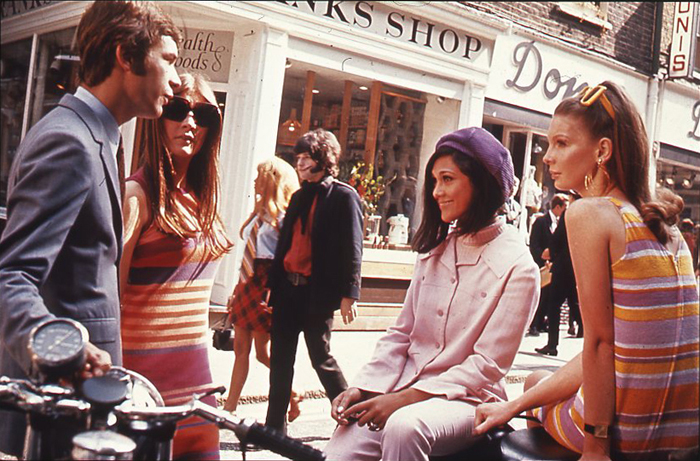
Молоді люди на Карнабі-стріт. 1960-і роки

Починаючи з середини 1960-х років, частково як результат успіху рок-груп The Beatles, The Rolling Stones та інших популярних британських музикантів, Лондон став світовим центром молодіжних культур. Велику популярність придбало таке явище як свінгуючий Лондон, який зробив Карнабі-стріт позивним ім'ям для молоді в усьому світі. Роль Лондона як законодавця моди для молоді була відроджена в 1980-х роках під час Нової хвилі і панк-року.
З 1950-х років Лондон став домом для великого числа іммігрантів, переважно з країн співдружності націй, таких як Ямайка, Індія, Бангладеш, Пакистан. Це різко змінило Лондон, зробивши його одним з найбільш багатонаціональних міст Європи. Проте, потік нових іммігрантів не завжди легко контролювався. Часто расова напруженість переходила в безлади.
З самого початку «конфлікту в Північній Ірландії» з початку 1970-х років до середини 1990-х років, Лондон часто піддавався терористичним атакам з боку тимчасової ірландської республіканської армії
У 1965 році старе Лондонське графство (яке, до того часу, не охоплювало багато районів міста) і рада Лондонського графства були скасовані, і був прийнятий новий, що охоплює набагато більшу площу Великий Лондон, керований радою Великого Лондона
Також були прийняті 32 нових районів Лондона.
Населення Лондона неухильно знижувалося протягом десятиліть після Другої світової війни, за оцінками, від піку 8,6 млн в 1939 році до 6,8 мільйона в 1980-х роках. Проте, воно почало знову зростати наприкінці 1980 року.
Статус Лондона як великого порту зменшився в повоєнні десятиліття, оскільки старий Доклендс не зміг вміщати великі контейнеровози. Основними портами в Лондоні стали порти в Фелікствові і Тілбурі. Область доків була більшою мірою покинута в 1980-х роках, але була перебудована з середини 1980-х в зону квартир і офісів.

### XXI століття

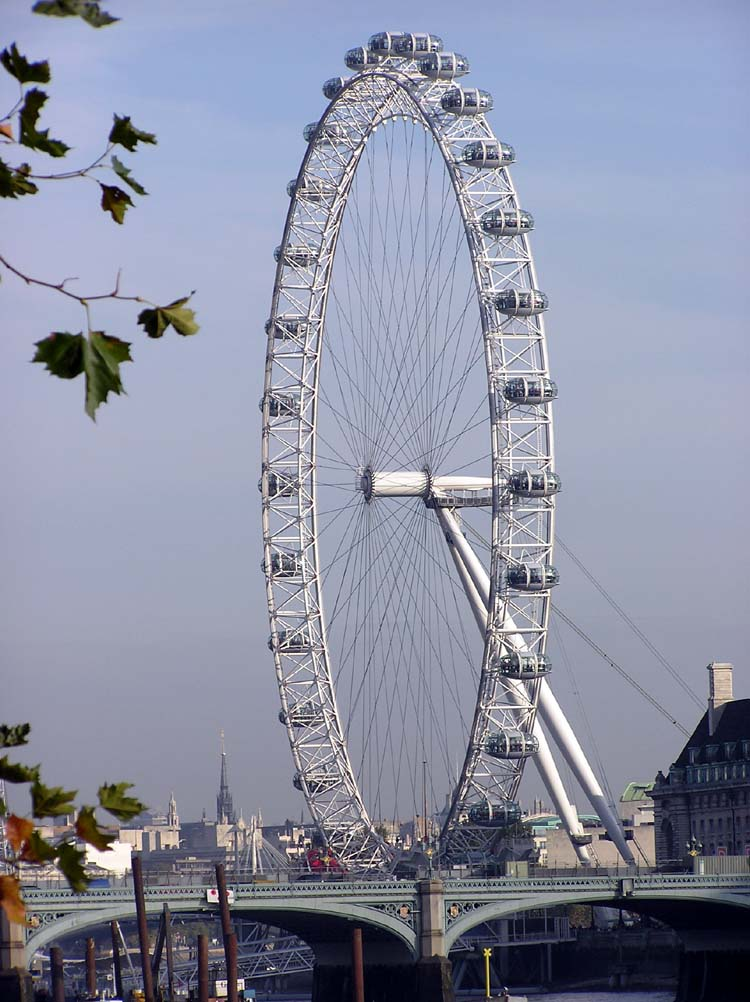
Лондонське око

На рубежі XXI століття, в Лондоні був побудований Купол тисячоліття в Гринвічі, що був розкритикований. Він не був популярним серед жителів Лондона. Інші проєкти, що знаменували кінець тисячоліття, виявилися більш щасливими. Одним з них було одне з найбільших коліс огляду Лондонське око, яке будувалося як тимчасова споруда, але з часом стало невіддільною частиною міста.
План Лондона, опублікований мером Лондона у 2004 році, передбачав що населення виросте до 8.1 мільйона до 2016 року і продовжить рости надалі. Це знайшло відбиття в переході до щільнішому типу міської забудови, збільшення числа висотних будівель та вдосконалення системи громадського транспорту.
6 липня 2005 року Лондон виграв заявку на проведення у 2012 році Олімпійських та Паралімпійських ігор. Проте, урочистості були перервані на наступний день, коли, 7 липня 2005 року, Лондон зазнав серію терористичних атак. Загинуло понад 50 людей і 750 постраждало через три вибухи в лондонському метро. Також був підірваний один автобус біля вокзалу Кінг-крос.
У 2012 році олімпіада все одно відбулася.